# Gilles Caron
Pour les articles homonymes, voir Caron.
 (février 2021).
Gilles Caron est un photographe et reporter de guerre français, né le 8 juillet 1939 à Neuilly-sur-Seine (Seine) et disparu le 5 avril 1970 au Cambodge.

## Biographie

### Jeunesse et formation
Né le 8 juillet 1939 à Neuilly-sur-Seine, Gilles Édouard Denis Caron grandit à Maisons-Laffitte, avant d'être envoyé en 1946 en pension à Argentière (Haute-Savoie), à la suite de la séparation de ses parents ; il y restera sept ans.
Il rencontre en 1954 André Charlemagne Derain dit “Doby”, fils du grand peintre fauviste, à l’École anglaise de Port-Marly en Seine-et-Oise (aujourd’hui Yvelines). Études au lycée Janson-de-Sailly à Paris.
En 1958, il suit un cursus d'un an en journalisme à l’École des hautes études internationales à Paris et passe l’été en Yougoslavie, Turquie et Inde en auto-stop.
Après un brevet de parachutiste civil, il est appelé pour 22 mois en Algérie au sein du 3e régiment d’infanterie de marine, où son refus de suivre le putsch des généraux d'Alger lui vaut deux mois de prison.

### Parcours professionnel
Gilles fait un stage chez Patrice Molinard, photographe de publicité et de mode.
En 1965, il débute comme photographe à l'Agence Parisienne d’Information Sociale (APIS), où il rencontre Raymond Depardon, de l’agence Dalmas Il est sur le tournage de La guerre est finie d’Alain Resnais.
Le 19 février 1966, Gilles Caron fait la Une de France-Soir avec Marcel Leroy-Finville (écroué dans le cadre de l’enlèvement et de l’assassinat de Mehdi Ben Barka) durant sa promenade à la prison de la Santé. En mai il travaille à Paris pour l’agence de mode Photographic Service dirigée par Giancarlo Botti.
En Mars 1967, il rejoint l’équipe fondatrice de Gamma, Raymond Depardon, Hubert Henrotte et Hugues Vassal qui ont fondé l'agence en décembre 1966.
En 1967, tournage de Weekend de Jean-Luc Godard. Entre le 5 et le 10 juin, il couvre la guerre des Six Jours et entre à Jérusalem avec l'armée israélienne puis gagne le canal de Suez avec les forces de commandement dirigées par le général Ariel Sharon. La publication de ses images dans Paris Match fait de l'agence Gamma la première agence mondiale. En novembre et décembre, il est au Vietnam notamment à Đắk Tô, durant l’une des batailles les plus dures du conflit (colline 875).
En février 1968, il est sur le tournage de Baisers volés de François Truffaut. En avril, il couvre la guerre civile au Biafra. Il côtoie Don McCullin, grand rival et ami, qui travaille pour le Sunday Times Magazine de Londres.
En mai, début des révoltes étudiantes à Paris qui gagnent toute la France et provoquent une grève générale. Gilles Caron couvre au quotidien les manifestations étudiantes à Paris ; suit le président Charles de Gaulle en visite officielle en Roumanie entre le 14 et le 18 mai. En juillet, il effectue un deuxième voyage au Biafra avec Raymond Depardon. Tournage de Slogan de Pierre Grimblat et rencontre de Jane Birkin et Serge Gainsbourg.
En septembre, il se rend à Mexico à la suite de manifestations estudiantines violemment réprimées à la veille des Jeux olympiques. En novembre, il effectue son troisième reportage au Biafra.
En août 1969, Gilles Caron couvre les manifestations catholiques à Londonderry et Belfast en Irlande du Nord, “The Troubles”. Quelques jours plus tard, il suit l’anniversaire de l’écrasement du Printemps de Prague en Tchécoslovaquie par les chars soviétiques. Dans son numéro du 30 août, Paris Match publie simultanément les deux reportages.
En janvier et février 1970, il fait partie d’une expédition dans le Tibesti tchadien organisée par Robert Pledge, avec Raymond Depardon et Michel Honorin, pour couvrir la rébellion des Toubous contre le pouvoir central de Fort Lamy (N’djamena) soutenu par le gouvernement français. Tombés dans une embuscade, les quatre journalistes sont retenus un mois prisonniers par les forces gouvernementales.
La même année, en avril, il se rend au Cambodge au lendemain de la déposition du prince Norodom Sihanouk par le général Lon Nol.
Le 5 avril 1970, premier d’une vingtaine de journalistes et de coopérants de toutes nationalités, il disparaît avec le reporter suisse Guy Hannoteaux et le coopérant français Michel Visot, sur la route no 1 qui relie le Cambodge au Vietnam dans une zone contrôlée par les khmers rouges de Pol Pot. Gilles Caron a 30 ans.

### Vie privée
Gilles Caron et Marianne Montely se connaissent depuis l'enfance ; ils se marient en 1962. De cette union naissent deux filles, Marjolaine (1963-) et Clémentine (1967-).

## Mémoire posthume

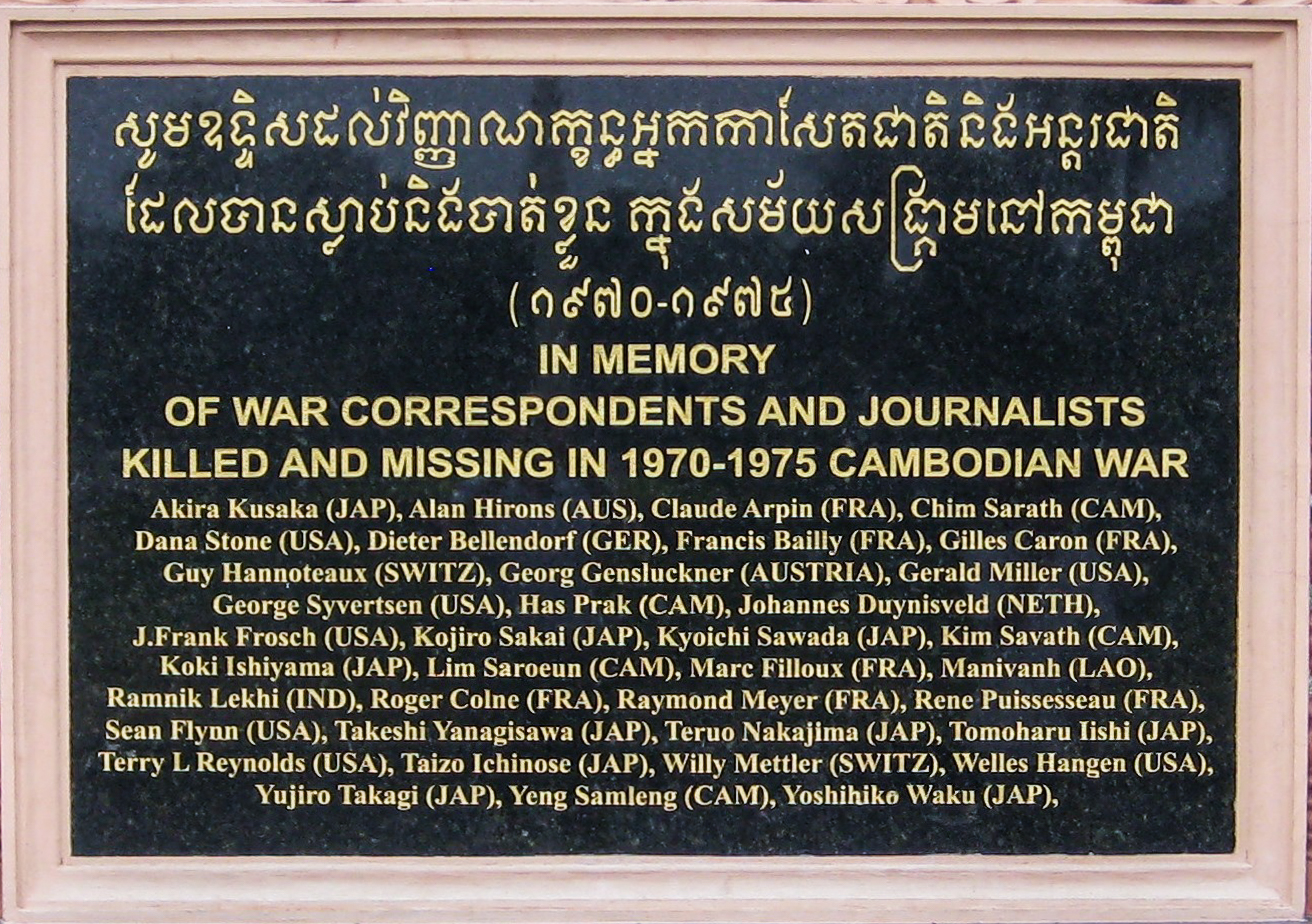
Mémorial à la mémoire des journalistes tués au Cambodge 1970-1975

Un mémorial a été élevé sur l’esplanade de l’hôtel Le Royal à Phnom Penh. Il rappelle que trente-sept clients journalistes du Royal ont été tués ou portés disparus au Cambodge au cours de la guerre civile entre 1970 et 1975.
Le documentaire sorti en 2019, « Gilles Caron - Histoire d’un regard », de la réalisatrice Mariana Otero relate sa vie.

## Expositions
Liste non exhaustive
- 2006 : Gilles Caron, Rencontres d'Arles
- 2009 : Irlande 1969, Galerie Thierry Marlat, Paris[6].
- 2010 : Icônes, Galerie Thierry Marlat, Paris[7]
- 2011 : Chefs-d’œuvre ?, exposition collective, Centre Pompidou-Metz[8]
- 2011 : Scrapbook, Galerie Thierry Marlat, Paris
- 2013 : Gilles Caron, Le conflit intérieur, musée de l'Élysée à Lausanne[9].
- 2014 : Gilles Caron, Le conflit intérieur, Musée de la photographie de Charleroi[10].
- 2014 : Gilles Caron, Le conflit intérieur, Musée de Jeu de Paume, château de Tour
- 2015 : Perfect Days, exposition collective avec Lee Friedlander et  Larry Clark, Galerie Thierry Marlat, Paris.
- 2017 : Clichés chocs pour galeries chics, Paris Photo au Grand Palais (Paris)[11].
- 2018 : Gilles Caron, Paris mai 68, Hôtel de Ville de Paris[12].
- 2021 : Gilles Caron, un monde imparfait, Le Point du Jour, Cherbourg, jusqu'au 10 octobre[13]
- 2022 : Gilles Caron, un monde imparfait, Ateliers du Plateau des Capucins (Brest), jusqu'au 27 février [14]
- 2024 : Gilles Caron, instantanés et fulgurances, Le Kiosque, Vannes, du 4 octobre au 24 novembre.

## Collections publiques
- Bibliothèque nationale de France, Paris.
- Centre Georges Pompidou, Paris.
- Musée de l’Elysée, Lausanne.

## Reportages photographiques emblématiques

### Affaire Ben Barka
Le 19 février 1966, un an avant la création de Gamma avec Raymond Depardon, Hubert Henrotte, Jean Monteux et Hugues Vassal, Gilles Caron fait la Une de France-Soir avec Marcel Leroy-Finville, chef d'études au SDECE et personnage central et controversé de l'Affaire Ben Barka, écroué dans le cadre de l’enlèvement et de l’assassinat de Mehdi Ben Barka, durant sa promenade à la prison de la Santé.
Le choc produit par cette couverture de presse amène le Général de Gaulle à s'exprimer publiquement sur l'affaire Ben Barka deux mois après son élection face à l'insistance du journaliste et ex résistant célèbre Philippe Viannay, du Nouvel Observateur.
« Il est apparu que quelque chose est à rectifier en ce qui concerne les services intéressés, ce quelque chose c'est, dans leur fonctionnement, une trop grande latitude souvent laissée à des exécutants. (...) », reconnait alors le Général de Gaulle.

### Guerre des Six Jours
En 1967, lors de la guerre des Six Jours en Israël, Caron est le seul photographe à témoigner de l'avancée rapide de l'armée israélienne et son reportage fait la Une des trois principaux magazines d'actualité français de l'époque mais aussi de grands titres de la presse étrangère.

### Guerre du Biafra
Lors de la guerre du Biafra, une longue guerre civile au Nigeria qui a démarré le 6 juillet 1967, déclenchée par la sécession de la région orientale du Nigeria et qui provoque alors une famine très médiatisée en 1968, ses photographies, considérées comme des « coups ou même des scoops » font à nouveau la Une de grands titres de la presse étrangère. Elles contribuent à la santé financière et à la notoriété de l’agence Gamma, pour qui le photographe travaille depuis 1967.

### Mai 68
En 1968, une quinzaine d’images de Gilles Caron sont publiées dans la presse, principalement dans des magazines d'actualités. 
Le cliché Daniel Cohn-Bendit face à un CRS devant la Sorbonne n'est pas publié cette année-là et ne le sera qu'en 1975, en faisant la première page du livre de Daniel Cohn-Bendit titré Le Grand Bazar (livre),, puis en 1978 dans le livre "Mai 68-Mai 78" publié par Patrick Poivre d'Arvor, qui vient de devenir le seul présentateur du journal de 20 heures.
En 1977, les amateurs de photo s'intéresseront plus en détail au photographe décédé en 1970, à l'occasion d'une exposition consacrée au dixième anniversaire de la création de l'Agence Gamma.
La seule Une de magazine faite avec une photographie de Caron en Mai 68 est celle publiée par Le Nouvel Observateur avec une foule d'étudiants assis par terre, par la suite oubliée, au meeting du stade Charléty.
Le 28 mars, il avait photographié des habitants du bidonville de Nanterre où vivent des immigrés algériens et des ouvriers du chantier de la faculté de Nanterre dans l’herbe avec des étudiants.

## Publications
- J’ai voulu voir, lettres d’Algérie, Calmann-Lévy, 2012,  (ISBN 2702142753). Correspondance de Gilles Caron et de sa mère Charlotte Warden, principalement pendant la guerre d’Algérie.

### Monographies
- Raymond Depardon, Gilles Caron - reporter 1967-1970, Éditions du Chêne, Paris 1978.  (ISBN 2851081772)
- François Armanet, Max Armanet, Yves Bigot & Contact Press Images, Sous les pavés la plage : Mai 68 vu par Gilles Caron, Sèvres, La Sirène, 1er février 1994, 128 p. (ISBN 978-2840450474)
- Gilles Caron, t. 21, Reporters sans frontières (RSF) / édition illustrée, coll. « 100 photos pour la liberté de la presse », 1er mai 2006, 152 p. (ISBN 978-2877642972)[19].
- Gilles Caron, J’ai voulu voir, Éditions Calmann-Lévy, 2012  (ISBN 978-2-7021-4275-2)
- Marianne Caron-Montely, Gilles Caron scrapbook, Montreuil-sous-Bois, Lienart, 2012, 295 p. (ISBN 978-2-35906-033-1), prix FILAF d'or 2012
- Gilles Caron, no 73, coll. « Photo Poche », Éditions Actes Sud
- Gilles Caron, Paris mai 68, Paris, Flammarion, 2018, 64 p. (ISBN 9782081430013)
- Michel Poivert, Gilles Caron 1968, Paris, Flammarion, 2018, 288 p. (ISBN 9782081426894)
- Gilles Caron : Insurrections ; Irlande du Nord 1969, Arles 2019, Éditions Photosynthèses, 160 p.  (ISBN 9791095822073)
- Guillaume Blanc, Clara Bouveresse, Isabella Seniuta, Gilles Caron, un monde imparfait, Le Point du Jour, 2020, 112 p. (ISBN 978-2912132918)